# Henri Lebègue
Henri Lebègue (* 27. Februar 1856 in Nogent-sur-Marne; † 19. Oktober 1938 in Paris) war ein französischer Gräzist und Paläograph.
Lebègue wurde als Sohn von Gustave Lebègue, dem Leiter einer örtlichen Bildungseinrichtung, und Louise Pontier geboren. Sein Bruder war der französische Historiker Ernest Lebègue (1862–1943), sein Onkel der Brüsseler Verleger und Publizist Alphonse-Nicolas Lebègue (1862–1943). Im Jahr 1884 heiratete er Jeanne Lhuillier, mit der er mehrere Kinder bekam.
Nach einer Tätigkeit an der Bibliothek der Sorbonne in den Jahren 1882 bis 1888 leitete Lebègue ab November 1891 die paläographischen Forschungen an der École pratique des hautes études in Paris. Sein Hauptinteresse galt der Veröffentlichung und Übersetzung von Werken griechischer Autoren, die sich mit der Geographie und Geschichte Galliens befassten. Im Januar 1923 wurde Lebègue wegen seiner Verdienste zum Ritter der Ehrenlegion ernannt.
Henri Lebègue ist der Vater des französischen Romanisten und Literaturwissenschaftlers Raymond Lebègue.

## Veröffentlichungen
- mit Edmond Cougny: Extrait des auteurs grecs concernant la géographie et l’histoire des Gaules. Paris, Librairie Renouard 1878–1883.
- Glanures paléographiques. Paris, Imprimerie nationale 1917.
- Catalogue des manuscrits alchimiques grecs. Paris, Lamertin 1924.
- (Übers.): Longinus: Du sublime. Collection des universités de France. Série grecque. Paris, Les Belles Lettres 1939.